# Bouly Sambou
Bouly Junior Sambou (Bignona, 1º dicembre 1998) è un calciatore senegalese, attaccante del Şanlıurfaspor, in prestito dal Konyaspor, e della nazionale senegalese.

## Carriera

### Club
Sambou ha giocato in patria con le maglie di Teungueth e Diaraf prima di firmare con il Wydad Casablanca nel 2022. Ha debuttato il 2 settembre contro il FUS Rabat e tre giorni dopo ha segnato il primo gol con il nuovo club nel successo per 3-1 contro il Difaâ El Jadida.
Al termine della stagione si è laureato capocannoniere della Botola 1 Pro con 13 reti segnate.

### Nazionale
È stato convocato dal Senegal per disputare la Coppa COSAFA 2022. Ha fatto il suo esordio in nazionale il 13 luglio, nell'incontro valevole per i quarti di finale della suddetta competizione vinto ai rigori contro l'eSwatini.
Ha segnato il suo primo gol in nazionale il 24 luglio successivo, nell'incontro di qualificazione per il Campionato delle nazioni africane 2022 vinto 3-0 contro la Liberia.

## Statistiche

### Presenze e reti nei club
Statistiche aggiornate al 24 novembre 2023.
| Stagione        | Squadra          | Campionato      | Campionato | Campionato | Coppe nazionali | Coppe nazionali | Coppe nazionali | Coppe continentali | Coppe continentali | Coppe continentali | Altre coppe | Altre coppe | Altre coppe | Totale | Totale | Totale |
| Stagione        | Squadra          | Comp            | Pres       | Reti       | Comp            | Pres            | Reti            | Comp               | Pres               | Reti               | Comp        | Pres        | Reti        | Pres   | Reti   |        |
| --------------- | ---------------- | --------------- | ---------- | ---------- | --------------- | --------------- | --------------- | ------------------ | ------------------ | ------------------ | ----------- | ----------- | ----------- | ------ | ------ | ------ |
| 2022-2023       | Wydad Casablanca | B1              | 25         | 13         | CM              | 0               | 0               | CCL                | 13                 | 7                  | SC+CmC      | 1+1         | 0           | 40     | 20     |        |
| 2023-2024       | Wydad Casablanca | B1              | 4          | 2          | CM              | 0               | 0               | CCL+AFL            | 2+4                | 1                  | CdC         | 3           | 0           | 13     | 3      |        |
| Totale carriera | Totale carriera  | Totale carriera | 29         | 15         |                 | 0               | 0               |                    | 19                 | 8                  |             | 5           | 0           | 53     | 23     |        |

### Cronologia presenze e reti in nazionale
| Cronologia completa delle presenze e delle reti in nazionale ― Senegal | Cronologia completa delle presenze e delle reti in nazionale ― Senegal | Cronologia completa delle presenze e delle reti in nazionale ― Senegal | Cronologia completa delle presenze e delle reti in nazionale ― Senegal | Cronologia completa delle presenze e delle reti in nazionale ― Senegal | Cronologia completa delle presenze e delle reti in nazionale ― Senegal | Cronologia completa delle presenze e delle reti in nazionale ― Senegal | Cronologia completa delle presenze e delle reti in nazionale ― Senegal |
| Data                                                                   | Città                                                                  | In casa                                                                | Risultato                                                              | Ospiti                                                                 | Competizione                                                           | Reti                                                                   | Note                                                                   |
| ---------------------------------------------------------------------- | ---------------------------------------------------------------------- | ---------------------------------------------------------------------- | ---------------------------------------------------------------------- | ---------------------------------------------------------------------- | ---------------------------------------------------------------------- | ---------------------------------------------------------------------- | ---------------------------------------------------------------------- |
| 13-7-2022                                                              | Durban                                                                 | Senegal                                                                | 1 – 1 dts (10 – 9 dtr)                                                 | eSwatini                                                               | Coppa COSAFA 2022 - Quarti di finale                                   | -                                                                      | 81’                                                                    |
| 15-7-2022                                                              | Durban                                                                 | Zambia                                                                 | 4 – 3                                                                  | Senegal                                                                | Coppa COSAFA 2022 - Semifinale                                         | -                                                                      | 87’                                                                    |
| 17-7-2022                                                              | Durban                                                                 | Mozambico                                                              | 1 – 1 dts (2 – 3 dtr)                                                  | Senegal                                                                | Coppa COSAFA 2022 - Finale 3º posto                                    | -                                                                      | 68’                                                                    |
| 24-7-2022                                                              | Monrovia                                                               | Liberia                                                                | 0 – 3                                                                  | Senegal                                                                | Qual. Campionato delle nazioni africane 2022                           | 1                                                                      | 75’                                                                    |
| 30-7-2022                                                              | Diamniadio                                                             | Senegal                                                                | 1 – 2                                                                  | Liberia                                                                | Qual. Campionato delle nazioni africane 2022                           | -                                                                      | 74’                                                                    |
| 27-8-2022                                                              | Diamniadio                                                             | Senegal                                                                | 1 – 0                                                                  | Guinea                                                                 | Qual. Campionato delle nazioni africane 2022                           | -                                                                      | 77’                                                                    |
| 9-9-2023                                                               | Butare                                                                 | Ruanda                                                                 | 1 – 1                                                                  | Senegal                                                                | Qual. Coppa d'Africa 2023                                              | -                                                                      | 79’                                                                    |
| Totale                                                                 |                                                                        | Presenze                                                               | 7                                                                      |                                                                        | Reti                                                                   | 1                                                                      |                                                                        |

## Palmarès

### Individuale
- Capocannoniere della Botola 1 Pro: 1

2022-2023 (13 gol)